# Décès en avril 2016
Décès
- 2012
- 2013
- 2014
- 2015
- 2016
- 2017
- 2018
- 2019
- 2020

Pour une information complémentaire, voir la page d'aide.

| Date      | Nom                            | Activités | Âge     | Source |
| --------- | ------------------------------ | --- | ------- | ------ |
| 1er avril | Mame Younousse Dieng           | Femme de lettres sénégalaise.                                                                                 | 76      |        |
| 1er avril | Christian Lauranson-Rosaz      | Historien français.                                                                                           | 64      |        |
| 1er avril | André Villers                  | Photographe et artiste plasticien français.                                                                   | 85      |        |
| 2 avril   | Gato Barbieri                  | Saxophoniste ténor argentin.                                                                                  | 83      |        |
| 2 avril   | Gallieno Ferri                 | Dessinateur de bande dessinée italien.                                                                        | 83      | (it)   |
| 2 avril   | Boris Hybner (de)              | Acteur et mime tchèque.                                                                                       | 74      |        |
| 2 avril   | Amber Rayne                    | Actrice pornographique américaine.                                                                            | 31      | (en)   |
| 2 avril   | Valentin Roudenko              | Compositeur de problèmes d'échecs soviétique puis ukrainien.                                                  | 84      | (uk)   |
| 2 avril   | László Sárosi                  | Joueur puis entraîneur hongrois de football.                                                                  | 78      | (hu)   |
| 3 avril   | Erik Bauersfeld                | Acteur américain spécialisé dans le doublage et animateur de radio.                                           | 93      |        |
| 3 avril   | Bob Ellis                      | Acteur, réalisateur et scénariste australien.                                                                 | 73      | (en)   |
| 3 avril   | Don Francks                    | Acteur et chanteur canadien de jazz.                                                                          | 84      | (en)   |
| 3 avril   | Edmond Freess                  | Scénariste, réalisateur, acteur et peintre français.                                                          | 77-78   |        |
| 3 avril   | Robert Guinan                  | Artiste peintre américain.                                                                                    | 82      | (en)   |
| 3 avril   | Lars Gustafsson                | Romancier suédois.                                                                                            | 79      | (sv)   |
| 3 avril   | Bill Henderson                 | Acteur et chanteur américain de jazz.                                                                         | 90      |        |
| 3 avril   | Axel Herbst                    | Diplomate allemand.                                                                                           | 97      | (de)   |
| 3 avril   | Cesare Maldini                 | Joueur puis entraîneur de football italien.                                                                   | 84      |        |
| 3 avril   | Noh Jin-kyu                    | Patineur de vitesse sud-coréen.                                                                               | 23      | (nl)   |
| 3 avril   | Kōji Wada                      | Chanteur japonais.                                                                                            | 42      | (en)   |
| 3 avril   | Abou Firas al-Souri            | Djihadiste syrien, membre d'Al-Qaïda.                                                                         | 65-66   | (en)   |
| 4 avril   | Roger De Wulf                  | Homme politique belge.                                                                                        | 87      | (nl)   |
| 4 avril   | Georgi Hristakiev              | Footballeur bulgare, médaillé d'argent aux Jeux olympiques d'été de 1968.                                     | 71      | (bg)   |
| 4 avril   | Rita Lafontaine                | Comédienne québécoise.                                                                                        | 76      |        |
| 4 avril   | Chus Lampreave                 | Actrice espagnole.                                                                                            | 85      | (es)   |
| 4 avril   | Getatchew Mekurya              | Compositeur et saxophoniste éthiopien de jazz.                                                                | 81      | (en)   |
| 4 avril   | Mike Sandlock                  | Joueur américain de baseball.                                                                                 | 100     | (en)   |
| 4 avril   | Abe Segal                      | Joueur sud-africain de tennis.                                                                                | 85      | (en)   |
| 4 avril   | Pavel Šmok (cs)                | Chorégraphe tchèque.                                                                                          | 88      |        |
| 5 avril   | Erhan Abir                     | Acteur turc.                                                                                                  | 70      | (tr)   |
| 5 avril   | Jean-Baptiste Ayissi Ntsama    | Boxeur et homme politique camerounais.                                                                        | 86      |        |
| 5 avril   | Zyta Gilowska                  | Économiste, universitaire et femme d'État polonaise.                                                          | 66      | (en)   |
| 6 avril   | Ülkü Erakalın                  | Producteur, acteur et réalisateur turc.                                                                       | 81      | (tr)   |
| 6 avril   | Jaime Pedro Gonçalves          | Prélat catholique mozambicais.                                                                                | 79      | (en)   |
| 6 avril   | Merle Haggard                  | Chanteur, guitariste et compositeur américain de musique country.                                             | 79      |        |
| 7 avril   | László Bárczay                 | Joueur d'échecs hongrois.                                                                                     | 80      | (hu)   |
| 7 avril   | Marcel Dubé                    | Dramaturge québécois.                                                                                         | 86      |        |
| 7 avril   | Carlo Monti                    | Athlète de sprint italien, médaillé de bronze aux Jeux olympiques d'été de 1948.                              | 96      | (it)   |
| 7 avril   | Blackjack Mulligan             | Catcheur américain.                                                                                           | 73      | (en)   |
| 7 avril   | Macha Rolnikaite               | Survivante polonaise de la Shoah.                                                                             | 88      | (ru)   |
| 8 avril   | Doug France                    | Joueur américain de foot U.S.                                                                                 | 62      | (en)   |
| 8 avril   | Jack Hammer                    | Compositeur, pianiste, guitariste et artiste peintre américain.                                               | 90      | (en)   |
| 8 avril   | Julien Hoferlin                | Entraîneur belge de tennis.                                                                                   | 49      |        |
| 8 avril   | Militoni Leweniqila            | Homme politique fidjien.                                                                                      | env. 83 | (en)   |
| 9 avril   | Arthur Anderson                | Acteur américain.                                                                                             | 93      | (en)   |
| 9 avril   | Tony Conrad                    | Compositeur, réalisateur, musicien et écrivain américain.                                                     | 76      | (en)   |
| 9 avril   | Finn Hodt                      | Patineur de vitesse puis entraîneur norvégien.                                                                | 96      | (no)   |
| 9 avril   | Lucas Martínez Lara (es)       | Prélat catholique mexicain.                                                                                   | 73      | (es)   |
| 9 avril   | William Smith                  | Joueur américain de foot U.S.                                                                                 | 34      | (en)   |
| 10 avril  | Jeannette Guyot                | Résistante française.                                                                                         | 97      | (en)   |
| 10 avril  | Howard Marks                   | Trafiquant de drogue et écrivain gallois.                                                                     | 70      | (en)   |
| 10 avril  | Henryk Średnicki               | Boxeur polonais.                                                                                              | 61      | (pl)   |
| 11 avril  | Maurice Favières               | Animateur français de radio et de télévision.                                                                 | 93      |        |
| 11 avril  | Albert Filozov                 | Acteur soviétique, puis russe.                                                                                | 78      | (en)   |
| 11 avril  | Emile Ford                     | Chanteur britannique de rock.                                                                                 | 81      | (en)   |
| 11 avril  | Nicholas Gargano               | Boxeur britannique, médaillé de bronze aux Jeux olympiques d'été de 1956.                                     | 81      | (en)   |
| 11 avril  | Édgar Perea                    | Homme politique et commentateur sportif colombien.                                                            | 81      | (es)   |
| 12 avril  | Gianroberto Casaleggio         | Homme politique italien.                                                                                      | 61      | (it)   |
| 12 avril  | Jeannette Colombel             | Philosophe française.                                                                                         | 96      |        |
| 12 avril  | Pedro de Felipe                | Footballeur international espagnol.                                                                           | 71      | (es)   |
| 12 avril  | Anne Jackson                   | Actrice américaine.                                                                                           | 90      | (en)   |
| 12 avril  | Alexander Kanengoni            | Écrivain zimbabwéen.                                                                                          | 65      | (en)   |
| 12 avril  | Balls Mahoney                  | Catcheur américain.                                                                                           | 44      | (en)   |
| 12 avril  | Quique Martín                  | Footballeur espagnol.                                                                                         | 91      | (es)   |
| 12 avril  | Tōru Ōhira                     | Narrateur et seiyū japonais.                                                                                  | 86      | (ja)   |
| 12 avril  | Tomaž Pandur                   | Metteur en scène slovène.                                                                                     | 52      | (sl)   |
| 12 avril  | Agha Saleem                    | Écrivain pakistanais.                                                                                         | 81      | (en)   |
| 12 avril  | Rolande Trempé                 | Historienne française.                                                                                        | 99      |        |
| 12 avril  | Arnold Wesker                  | Acteur et scénariste britannique.                                                                             | 83      | (en)   |
| 13 avril  | Julio García Espinosa          | Scénariste et réalisateur cubain.                                                                             | 89      | (es)   |
| 13 avril  | Miguel Castillejo Gorráiz (es) | Chanoine et homme d'affaires espagnol.                                                                        | 86      | (es)   |
| 13 avril  | Věra Kubánková                 | Actrice tchèque.                                                                                              | 91      | (en)   |
| 13 avril  | Mariano Mores                  | Compositeur, pianiste et chef d'orchestre argentin.                                                           | 98      | (en)   |
| 13 avril  | Manouchehr Sotodeh             | Géographe iranien, érudit en littérature persane.                                                             | 102     | (en)   |
| 13 avril  | Maya Surduts                   | Militante féministe française.                                                                                | 79      |        |
| 14 avril  | Ahmed Brahim                   | Homme politique tunisien.                                                                                     | 69      |        |
| 14 avril  | Laurence Chirac                | Fille aînée de Bernadette Chirac et de l'ex-président français Jacques Chirac.                                | 58      |        |
| 14 avril  | Rogério Duarte                 | Dessinateur, musicien, écrivain et intellectuel brésilien.                                                    | 77      | (pt)   |
| 14 avril  | David J. C. MacKay             | Professeur américain de philosophie naturelle.                                                                | 48      | (en)   |
| 14 avril  | Léon Nollet                    | Footballeur belge.                                                                                            | 83      | (nl)   |
| 14 avril  | Malick Sidibé                  | Photographe malien.                                                                                           | 79-80   |        |
| 15 avril  | Anne Grommerch                 | Femme politique française, députée-maire de Thionville.                                                       | 45      |        |
| 15 avril  | Hartmut Hoffmann               | Historien, médiéviste et professeur d'université allemand.                                                    | 85      | (de)   |
| 16 avril  | Ron Bonham                     | Basketteur américain.                                                                                         | 73      | (en)   |
| 16 avril  | Miloud Chaâbi                  | Homme d'affaires et politique marocain.                                                                       | 85      | (en)   |
| 16 avril  | Rod Daniel                     | Réalisateur américain.                                                                                        | 73      | (en)   |
| 16 avril  | Bernhard Hassenstein           | Biologiste, zoologiste et professeur d'université allemand.                                                   | 93      | (de)   |
| 16 avril  | Charlie Hodge                  | Hockeyeur sur glace canadien.                                                                                 | 82      |        |
| 16 avril  | Sayadaw U Pandita              | Maître du bouddhisme theravada birman.                                                                        | 94      | (en)   |
| 16 avril  | Louis Pilot                    | Footballeur puis entraîneur luxembourgeois.                                                                   | 75      |        |
| 16 avril  | Helmut Rohde                   | Homme politique allemand.                                                                                     | 90      | (de)   |
| 16 avril  | Morkin Steven                  | Homme politique vanuatais.                                                                                    | 50      | (en)   |
| 17 avril  | Doris Roberts                  | Actrice américaine.                                                                                           | 90      |        |
| 17 avril  | Nicolas Tikhomiroff            | Photographe français.                                                                                         | 89      | (en)   |
| 18 avril  | Brian Asawa                    | Contreténor américain.                                                                                        | 49      | (en)   |
| 18 avril  | André Bourin                   | Critique littéraire et écrivain français.                                                                     | 97      |        |
| 18 avril  | Robert Christophe              | Nageur puis entraîneur français.                                                                              | 78      |        |
| 18 avril  | Fritz Herkenrath               | Footballeur allemand.                                                                                         | 87      | (de)   |
| 18 avril  | Fulvio Roiter                  | Photographe italien.                                                                                          | 89      | (it)   |
| 18 avril  | Zoltán Szarka                  | Footballeur hongrois, champion aux Jeux olympiques d'été de 1968.                                             | 73      | (hu)   |
| 19 avril  | Patricio Aylwin                | Homme politique chilien, Président de la République (1990-1994).                                              | 97      |        |
| 19 avril  | Estelle Balet                  | Snowboardeuse suisse.                                                                                         | 21      |        |
| 19 avril  | Ronit Elkabetz                 | Actrice, réalisatrice et scénariste israélienne.                                                              | 51      |        |
| 19 avril  | James Gardiner                 | Rameur d'aviron américain.                                                                                    | 85      | (en)   |
| 19 avril  | Walter Kohn                    | Physicien autrichien, Prix Nobel (1998).                                                                      | 93      | (en)   |
| 19 avril  | Lord Tanamo                    | Chanteur et auteur de mento et de ska jamaïcain.                                                              | 81      | (en)   |
| 20 avril  | Qi Benyu                       | Théoricien chinois de la Révolution culturelle.                                                               | 85      | (en)   |
| 20 avril  | Guy Hamilton                   | Réalisateur britannique.                                                                                      | 93      | (en)   |
| 20 avril  | Joanie Laurer                  | Catcheuse et actrice américaine de films pornographiques.                                                     | 45      | (en)   |
| 20 avril  | Dwayne Washington              | Basketteur américain.                                                                                         | 52      | (en)   |
| 20 avril  | Victoria Wood                  | Humoriste, chanteuse et actrice britannique.                                                                  | 62      | (en)   |
| 21 avril  | Hans Koschnick                 | Homme politique allemand.                                                                                     | 87      | (de)   |
| 21 avril  | Marco Leto                     | Réalisateur italien.                                                                                          | 85      | (it)   |
| 21 avril  | Lonnie Mack                    | Chanteur américain de rock 'n' roll, de blues et de country.                                                  | 74      | (en)   |
| 21 avril  | Ferenc Paragi                  | Athlète hongrois du lancer du javelot.                                                                        | 62      | (hu)   |
| 21 avril  | Prince                         | Auteur-compositeur-interprète américain, producteur de musique funk, acteur, danseur, réalisateur artistique. | 57      |        |
| 21 avril  | John Walton                    | Neurologue et homme politique britannique.                                                                    | 93      | (en)   |
| 22 avril  | Yvon Charbonneau               | Syndicaliste, devenu homme politique québécois puis canadien.                                                 | 75      |        |
| 22 avril  | Soran Singh                    | Homme politique pakistanais.                                                                                  | 62      |        |
| 23 avril  | Banharn Silpa-archa            | Homme politique thaïlandais, Premier ministre (1995-1996).                                                    | 83      | (en)   |
| 23 avril  | Attila Ferjáncz                | Pilote de rallye automobile hongrois.                                                                         | 69      | (hu)   |
| 23 avril  | Luis González Seara            | Universitaire et homme politique espagnol.                                                                    | 79      | (es)   |
| 23 avril  | Arezki Idjerouidène            | Homme d'affaires franco-algérien.                                                                             | 60      |        |
| 23 avril  | Inge King                      | Sculptrice allemande.                                                                                         | 100     |        |
| 23 avril  | Jacques Perry                  | Écrivain français, lauréat du Prix Renaudot (1952).                                                           | 94      |        |
| 23 avril  | Madeleine Sherwood             | Actrice canadienne.                                                                                           | 93      | (en)   |
| 24 avril  | Raymond Julien                 | Homme politique français.                                                                                     | 102     |        |
| 24 avril  | Tommy Kono                     | Haltérophile américain, champion olympique (1952, 1956).                                                      | 85      | (en)   |
| 24 avril  | Thinle Lhondup                 | Acteur népalais.                                                                                              | 72      | (en)   |
| 24 avril  | Benjamin Manglona              | Homme politique américain.                                                                                    | 78      | (en)   |
| 24 avril  | Billy Paul                     | Chanteur américain de musique soul.                                                                           | 81      |        |
| 24 avril  | Klaus Siebert                  | Biathlète est-allemand, médaillé d'argent aux Jeux olympiques d'hiver de 1980.                                | 60      |        |
| 24 avril  | Papa Wemba                     | Chanteur congolais.                                                                                           | 66      |        |
| 25 avril  | Dumitru Antonescu              | Footballeur international roumain.                                                                            | 71      |        |
| 25 avril  | Martin Gray                    | Écrivain polonais, américain et français, survivant de la Shoah.                                              | 93      |        |
| 25 avril  | Michal Hornstein               | Homme d'affaires et philanthrope canadien.                                                                    | 95      |        |
| 25 avril  | Thomas Lewis                   | Homme politique australien.                                                                                   | 94      | (en)   |
| 25 avril  | Rudolf Wessely                 | Acteur autrichien.                                                                                            | 91      | (de)   |
| 26 avril  | Paul Chytelman                 | Résistant et déporté français.                                                                                | 93      |        |
| 26 avril  | Vincent Darius                 | Prélat catholique grenadin.                                                                                   | 60      | (en)   |
| 26 avril  | Masako Togawa                  | Chanteuse, actrice et femme de lettres japonaise.                                                             | 85      | (ja)   |
| 26 avril  | Harry Wu                       | Dissident politique chinois.                                                                                  | 79      | (en)   |
| 27 avril  | Viktor Gavrikov                | Joueur d'échecs lituanien et suisse.                                                                          | 58      | (en)   |
| 27 avril  | Liu Lianman                    | Alpiniste chinois.                                                                                            | 82      | (en)   |
| 27 avril  | Michel Sales                   | Prêtre, philosophe et théologien jésuite français.                                                            | 77      |        |
| 27 avril  | Gabriele Sima                  | Chanteuse autrichienne.                                                                                       | 61      | (de)   |
| 28 avril  | Conrad Burns                   | Homme politique américain.                                                                                    | 81      | (en)   |
| 28 avril  | Jenny Diski                    | Femme de lettres anglaise.                                                                                    | 68      | (en)   |
| 28 avril  | René Hausman                   | Illustrateur et auteur de bande dessinée belge.                                                               | 80      |        |
| 29 avril  | Chen Zhongshi                  | Écrivain chinois.                                                                                             | 73      | (pt)   |
| 29 avril  | Dmytro Hnatiouk                | Chanteur d'opéra ukrainien.                                                                                   | 91      | (en)   |
| 29 avril  | Hilarius Moa Nurak             | Prélat catholique indonésien.                                                                                 | 73      | (id)   |
| 30 avril  | Daniel Berrigan                | Prêtre jésuite, théologien, poète et militant pacifiste américain.                                            | 94      | (en)   |
| 30 avril  | Gunter Damisch                 | Artiste peintre autrichien.                                                                                   | 57      | (de)   |
| 30 avril  | Marisol Escobar                | Sculptrice vénézuélo-américaine.                                                                              | 85      | (en)   |
| 30 avril  | Harold Kroto                   | Chimiste britannique.                                                                                         | 76      | (en)   |
| 30 avril  | Réjean Lafrenière              | Homme politique canadien, québécois (1989–2007).                                                              | 80      |        |
| 30 avril  | Vassili Zviaguintsev           | Auteur russe de science-fiction.                                                                              | 71      | (ru)   |